# Hermann Eichler (Jurist)
Hermann Eichler (* 24. Juli 1885 in Berlin; † 2. Oktober 1968 in Marburg) war ein deutscher Richter.

## Leben
Eichler war Sohn des Botanikers August Wilhelm Eichler. Er begann an der Philipps-Universität Marburg Rechtswissenschaft zu studieren. Am 25. November 1905 wurde er im Corps Teutonia zu Marburg recipiert. Als Inaktiver wechselte er an die Friedrich-Wilhelms-Universität zu Berlin. Er bestand 1908 das Referendar- und 1914 das Assessorexamen. 1914–1918 nahm er am Ersten Weltkrieg teil, zuletzt als Oberleutnant d. R. Die juristische Laufbahn begann er 1920 als Staatsanwalt in Marburg und 1921 als Staatsanwaltsrat in Stendal. Nach vier Jahren bei der Reichsanwaltschaft in Leipzig wurde er 1928 Erster Staatsanwalt in Gleiwitz. 1930 kam er als Oberlandesgerichtsrat  an das Oberlandesgericht Naumburg. Im folgenden Jahr kam er als Oberstaatsanwalt an das Reichsgericht. Er wechselte in die Militärgerichtsbarkeit und wurde 1936 am Reichskriegsgericht in Berlin zum Reichskriegsanwalt und 1944 zum Generalrichter ernannt. 1945–1948 war er in britischer Kriegsgefangenschaft. Verheiratet war er seit 1927 mit Ilse geb. v. Feilitzsch. Die beiden älteren Brüder, ein Schwager, zwei Neffen und ein Großneffe waren ebenfalls Marburger Teutonen. Wilhelm Eichler (1877–1939) war Marinearzt und Ministerialbeamter in Berlin. Hans Eichler (1879–1956) saß im Vorstand des Vereinigten Stahlwerke.